# Auguste Sabatier (théologien)
Pour les articles homonymes, voir Sabatier.
Cet article concerne le théologien. Pour le député, voir Auguste Sabatier (homme politique).
Auguste Louis Sabatier, né le 22 octobre 1839 à Vallon-Pont-d'Arc en Ardèche et mort le 12 avril 1901 à Paris, est un pasteur et professeur à la faculté de théologie protestante de Strasbourg, puis à la faculté de théologie protestante de Paris, dont il est le principal fondateur, avec Frédéric Lichtenberger.

## Carrière
Auguste Sabatier naît en Ardèche, dans une famille de petits commerçants, fortement marquée par la piété du Réveil chrétien. Il fait ses études secondaires à l'Institution Olivier de Ganges où il fonde, avec quelques camarades, une « union chrétienne ». Il étudie la théologie à la faculté de théologie protestante de Montauban, au séminaire protestant de Tübingen et à l'université de Heidelberg.
Il est pasteur à Aubenas de 1864 à 1868, puis il est élu à la chaire réservée à un professeur de dogmatique reformée, à la faculté de théologie protestante de Strasbourg, pour lequel il avait été le candidat des protestants « orthodoxes » sur le plan doctrinal. Ses positions ouvertement francophiles pendant la guerre franco-allemande de 1870 mènent à son expulsion de Strasbourg, en 1873.
Il est ensuite nommé professeur à la faculté de théologie protestante de Paris, en 1877, en même temps que Frédéric Lichtenberger, théologien alsacien, également ancien professeur de la faculté de théologie protestante de Strasbourg. Il est nommé doyen en 1895.
En 1886 il est nommé comme professeur au département de sciences religieuses nouvellement fondé à l'École pratique des hautes études.
Il épouse Marie Élise Versel qui meurt le 5 juin 1869. Il se remarie le 21 septembre 1875 avec Frankline Groult. Ils sont les parents de deux filles, Marguerite Chevalley (1880-1979), traductrice,, et Lucie Chevalley (1882-1979), Juste parmi les nations. Il meurt à Paris.

## Philosophie
Selon lui, la foi religieuse naît d'une aspiration de l'esprit humain vers un idéal qui s'exprime sous la forme d'un certain nombre de croyances pouvant prendre la forme de dogmes religieux, et que ceux-ci se succèdent dans un ordre non quelconque. Il est le fondateur du « symbolo-fidéisme », courant de pensée dû à son association avec Eugène Ménégoz.
Il insiste sur le fait que le monde a changé depuis les débuts du  christianisme en sorte que la terminologie décrivant la foi biblique sont incompréhensibles pour le peuple d'aujourd'hui. Il soutient que le christianisme a toujours adapté ses formes et son langage aux situations culturelles particulières qu'il rencontrait  et aux modernismes de chaque époque.
Un deuxième point clef de sa pensée est le rejet d'une croyance religieuse fondée sur la seule autorité biblique. Toute la croyance doit passer le filtre de la raison et de l'expérience, et l'esprit doit s'ouvrir aux faits nouveaux, aux événements et aux vérités, quelle qu'en soit la source. Aucune question n'est close ou déterminée  et la religion ne peut être un domaine protégé contre l'examen critique. Si la Bible est l'œuvre d'auteurs intégrés et déterminés par leurs contextes historique et social, ce texte n'est ni surnaturel ni l'infaillible dépôt de la révélation divine ; le livre n'a rien d'inhérent et ne possède aucune autorité absolue. L'essence du christianisme remplace l'autorité de l'écriture et des institutions ecclésiales.
Il en conclut qu'il n'y a aucune contradiction inhérente entre les royaumes de la foi et des lois de la physique, de la révélation et de la science, du sacré et du séculier, non plus qu'entre la religion et la culture. La théologie se mue en science de l'expérience religieuse, ce qui conduit certains lecteurs de son œuvre à considérer qu'il rejette le caractère transcendant de Dieu au profit de l'immanence. Au contraire, fortement influencé par Kant, il pense que la connaissance religieuse est symbolique. Dieu se situe au-delà de nos idées, de nos représentations, et de nos formules : elles orientent vers quelque chose qui les dépasse et qui relève de l'inexprimable.
En 1880, Auguste  Sabatier rédige l'article « Jésus-Christ » de l'Encyclopédie des sciences religieuses où il développe la thèse du  caractère spirituel de la résurrection. Un scandale se produit, et une réaction terrible est orchestrée par la Société des missions évangéliques de Paris et Edmond de Pressensé[réf. nécessaire]. À cette occasion avait été fondée la Faculté de théologie de Lausanne (des Mômiers), destinée à attirer les étudiants de la Faculté de théologie protestante de Paris. L'offensive échoue, grâce à la situation d'Auguste Sabatier au journal Le Temps. Maurice Goguel peut être compté au nombre des bénéficiaires de cet héritage spirituel. Sabatier a toujours tenu à rester au-dessus des problèmes de l'Église et des querelles de partis, comme le montre sa participation aux tentatives de réconciliation après la réunion du synode national de 1872 qui entérine la rupture entre les protestants orthodoxes, liés au Réveil, et les protestants libéraux.
Eugène Bersier, pasteur de Église réformée de l'Étoile lui demande de diriger l'école du dimanche de sa paroisse.
De 1898 à 1900, Alfred Loisy le met en cause, de même qu'Adolf von Harnack, dans une série d'articles parue dans la Revue du clergé français sous le pseudonyme de A. Firmin. Il reproche à ces deux théologiens d'estimer que  l'orthodoxie catholique mais aussi protestante voient dans la révélation une communication de doctrines immuables. Ce que Loisy considère comme une erreur procède selon lui d'une confusion entre vérité et doctrine. En vue de défendre le rôle de la communauté des croyants tel que l'envisage l'Église catholique, Loisy met fortement en avant l'idée que les dogmes s'adaptent à l'évolution des mentalités, des sciences et des cultures. Cette idée lui vaudra d'être finalement excommunié pour modernisme.

## Distinctions
- Officier de la Légion d'honneur, 1897, sur contingent du ministère de l'Instruction publique et des Cultes[9].

## Œuvres
- Essai sur les sources de la vie de Jésus, Les Trois premiers Évangiles et le quatrième (1866),
- L'Apôtre Paul (1870) (3e éd. 1896)
- Mémoire  sur la notion hébraïque de l'Esprit (1879)
- Études sur la révocation de l'édit de Nantes, avec Frank Puaux, Paris, Grassart, 1886
- Les Origines littéraires de l'Apocalypse (1888)
- De la vie intime des dogmes et de leur puissance d'évolution (1890)
- L'Évangile de Pierre et les évangile canoniques (1893)
- Religion et culture moderne (1897)
- Évolution historique de la doctrine du salut (1903)
- Esquisse d'une philosophie de la religion d'après la psychologie et l'histoire (1897) lire en ligne sur Gallica
- Les Religions d'autorité et religion de l'esprit (1904, posthume), précédé par un texte de Jean Réville.
- Lettres du dimanche (1900) articles hebdomadaires parus dans le Journal de Genève.